# Microtheliopsis uleana
Microtheliopsis uleana är en svampart som beskrevs av Müll. Arg. 1890. Microtheliopsis uleana ingår i släktet Microtheliopsis och familjen Microtheliopsidaceae.   Inga underarter finns listade i Catalogue of Life.